# Peter Scully
Peter Gerard Scully (Melbourne, 13 gennaio 1963) è un criminale australiano.
È stato arrestato e accusato di aver commesso numerosi reati quali: frode, diffusione illegale di materiale pedopornografico, omicidio di una ragazzina di 11 anni, tortura e abusi sessuali su diversi bambini, tra cui un neonato di 18 mesi, per una totale di 75 capi d'accusa nelle Filippine.
È sospettato anche di essere un serial killer, poiché si pensa che le uccisioni di bambini e bambine siano molte di più.
Nel 2011 Scully, dopo essere stato accusato di bancarotta fraudolenta, scappó da Melbourne per rifugiarsi nelle Filippine. Dall'isola di Mindanao, nel sud delle Filippine, iniziò a gestire materiale pedopornografico via internet, offrendo un servizio pay-per-view in cui era possibile guardare video in streaming di torture e violenze sessuali su minori tramite il Dark web. Particolarmente noto divenne un film girato nel 2012, in cui tre bambine, Liza, di 12 anni, Cindy di 11 e la più piccola, Daisy, di solo 18 mesi, subiscono abusi da parte dello stesso Scully e di diverse donne asiatiche, Cindy venne uccisa da Scully mentre Liza e Daisy riuscirono a sopravvivere.
Nel febbraio del 2015, dopo la scoperta da parte degli inquirenti dei resti sepolti di una ragazza proprio nel terreno su cui era edificato un appartamento precedentemente occupato da Scully, è stato arrestato nella sua casa a Malaybalay City. Secondo la polizia la morte della giovane è stata causata da strangolamento, come è stato anche riferito dalla giovane partner di Scully, una ragazza filippina di 17 anni, che li ha condotti al vecchio appartamento dell'uomo. Nel giugno del 2018 è stato condannato all'ergastolo.
Al caso di Scully è collegato quello di Matthew David Graham, condannato in Australia a 15 anni di carcere nel marzo 2016 in quanto gestore di una rete di siti nel dark web specializzati in materiale pedopornografico contenente violenze e torture.